# Kim Heiduk
Kim Alexander Heiduk (født 3. marts 2000 i Herrenberg) er en professionel cykelrytter fra Tyskland, der er på kontrakt hos Ineos Grenadiers.

## Karriere
Heiduk begyndte at cykle som 10-årig, og som 14-årig droppede han andre sportsgrene, og satsede på cykelløb. I 2019 fik han kontrakt med det tyske kontinentalhold Team Lotto–Kern Haus. I 2021 blev han tysk U23-mester i linjeløb.
Fra 2022 tiltrådte Kim Heiduk på en toårig kontrakt med britiske Ineos Grenadiers.